# Forrest C. Donnell
Forrest Carl Donnell, född 20 augusti 1884 i Nodaway County, Missouri, död 3 mars 1980 i Saint Louis, Missouri, var en amerikansk republikansk politiker. Han var den 40:e guvernören i delstaten Missouri 1941–1945. Han representerade sedan Missouri i USA:s senat 1945–1951.
Donnell avlade 1907 juristexamen vid University of Missouri. Han inledde senare samma år sin karriär som advokat i Saint Louis.
Donnell efterträdde 1941 Lloyd C. Stark som guvernör i Missouri. Han efterträdde sedan Bennett Champ Clark som senator för Missouri i januari 1945. Han kandiderade till omval i senatsvalet 1950 men förlorade mot demokraten Thomas C. Hennings.
Donnell var frimurare. Hans grav finns på Bellefontaine Cemetery i Saint Louis.